# ماتياس بورجو
ماتياس بورجو (بالفرنسية: Mathias Bourgue)‏ مواليد 18 يناير 1994 في أفينيون، هو لاعب كرة مضرب فرنسي يلعب باليد اليمنى. أعلى مركز له في تصنيف رابطة محترفي كرة المضرب في الفردي كان 178.

## روابط خارجية
- ماتياس بورجو على موقع رابطة محترفي التنس (الإنجليزية)
- ماتياس بورجو على موقع الاتحاد الدولي لكرة المضرب (الإنجليزية)
- ماتياس بورجو على موقع خلاصة التنس.كوم (الإنجليزية)
- ماتياس بورجو على موقع إي إس بي إن.كوم (الإنجليزية)